# Rappel immédiat
Pour plus de détails, voir Fiche technique et Distribution.
Rappel immédiat (autre titre : Tango d'adieu) est un film français réalisé par Léon Mathot, sorti en 1939. 

## Synopsis
Rappel immédiat évoque le tournage d'un film, perturbé par les événements liés à une grande crise internationale.

## Fiche technique
- Titre : Rappel immédiat
- Titre alternatif : Tango d'adieu
- Réalisation : Léon Mathot assisté de Robert Bibal
- Scénario : André-Paul Antoine
- Musique : Michel Lévine (Michel Michelet)
- Image :  Maurice Fleury, Christian Gaveau, Nicolas Hayer, Pierre Méré
- Montage : Marguerite Beaugé
- Décors : James Allan et Robert Gys
- Production : Hermann Millakowsky et Samuel Epstein
- Société de production : Les Productions Milo Film
- Pays d'origine :  France
- Format : Noir et blanc - 35 mm - 1,37:1
- Genre : Comédie dramatique
- Durée : 90 minutes
- Date de sortie : 15 juin 1939

## Distribution
- Mireille Balin : Helen Wells
- Roger Duchesne : 	Pierre Deschamps
- Bernard Lancret : Gilbert Sellier
- Erich von Stroheim : Captain Stanley Wells
- Guillaume de Sax
- Raymond Aimos
- Mady Berry
- Claire Gérard
- Marcel Delaître
- Yvonne Yma